# Budai (Chiayi)
Budai (chinesisch 布袋鎮, Pinyin Lùcǎo Xiāng) ist eine Stadtgemeinde (镇,  Zhèn) im Landkreis Chiayi der Republik China auf Taiwan.

## Lage
Budai liegt ganz im Südwesten des Landkreises Chiayi und der Jianan-Ebene an der Küste zur Taiwanstraße. Das Gemeindeland besteht aus Schwemmland, das der Fluss Bazhangxi (八掌溪), der auch die südliche Begrenzung Budais bildet, abgelagert hat. Budai ist stark durch die Küstenlage geprägt. Es gibt einen Fischerei-, Handels- und Yachthafen und ein Mangroven-Naturschutzgebiet. Die angrenzenden Gemeinden sind Dongshi im Norden, Puzi im Nordosten, Yizhu im Osten und der Stadtbezirk Beimen von Tainan im Süden.

## Geschichte
Ein älterer Name von Budai ist Budairui (布岱瑞,  Bùdàiruì). Im 17. und 18. Jahrhundert war Budairui ein wichtiger Hafen und Ankunftsort für Einwanderer vom chinesischen Festland. Nach dem japanisch-chinesischen Krieg von 1894/95 kam Taiwan zu Japan. Die Japaner verstanden den örtlichen Hokkien-Dialekt schlecht und transkribierten den Ortsnamen ähnlich lautend, aber mit den Schriftzeichen 布袋嘴,  Bùdàizuǐ, mit der Bedeutung „Sackmund“. Später verkürzte die japanische Verwaltung alle taiwanischen Ortsnamen auf maximal zwei Schriftzeichen, so dass aus Budaizui letztlich Budai, der „Sack“, oder die „Stofftasche“ wurde. Bei diesem Namen ist es bis heute geblieben. Nach der Übernahme Taiwans durch die Republik China wurde Budai am 18. Oktober 1948 zu einer Stadtgemeinde  (镇,  Zhèn), anfänglich im Landkreis Tainan und ab 1950 im neu gegründeten Landkreis Chiayi.
In früheren Zeiten war Budai ein bedeutendes Zentrum der Meersalzgewinnung. Außerdem zählte Budai zu den Endemiegebieten der Schwarzfuß-Krankheit in Taiwan (s. u.).

## Bevölkerung
Die Bevölkerung besteht ganz überwiegend aus Hoklo. Angehörige indigener Völker machen nur einen geringen Bevölkerungsanteil aus (Ende 2019 114 Personen, entsprechend 0,4 %).
| Gliederung von Budai |
|                      |

## Verwaltungsgliederung
Budai ist in 23 Ortsteile (里,  Li) eingeteilt:
1 Jiulong (九龍里)

2 Daijiang (岱江里)

3 Cenhai (岑海里)

4 Xingzhong (興中里)

5 Longjiang (龍江里)

6 Xincuo (新厝里)

7 Zhenliao (振寮里)

8 Jianlong (見龍里)

9 Guangfu (光復里)

10 Haomei (好美里)

11 Fuxing (復興里)

12 Xinmin (新民里)

13 Xincen (新岑里)

14 Yong’an (永安里)

15 Donggang (東港里)

16 Jiangshan (江山里)

17 Caipu (菜舖里)

18 Shulin (樹林里)

19 Guishe (貴舍里)

20 Zhong’an (中安里)

21 Dong’an (東安里)

22 Kaoshi (考試里)

23 Xi’an (西安里)

## Wirtschaft
Bedeutendster Wirtschaftsfaktor sind die Häfen von Budai. Vom Handelshafen (布袋港,  Bùdài gǎng, offiziell 布袋國內商港,  Bùdài guónèi shānggǎng – „Inländischer Handelshafen Budai“ ) bestehen reguläre Fährverbindungen nach Magong auf dem Penghu-Archipel.
Daneben gibt es den Fischereihafen (布袋渔港,  Bùdài yúgǎng ) und einen kleinen Yachthafen (布袋游艇码头,  Bùdài yóutǐng mǎtóu ).
In den Lagunen von Budai wird Wasserspinat geerntet. Die Fischereiindustrie beruht zum einen auf Aquakultur (Austern, Milchfisch, Aal, Japanische Venusmuschel, Garnelen) und zum anderen auf der Hochseefischerei (Garnelen, Scomberomorus niphonius, Torpedo-Makrelen, Plattfische, Trichiurus lepturus, Tintenfische). Erzeugnisse der Landwirtschaft sind Reis, Zuckerrohr, Mais, Sorghumhirse, Melonen, Gemüse, sowie Zierblumen. Es wird Gänsezucht betrieben.

## Verkehr
Parallel zur Küste verläuft in Nord-Süd-Richtung die Provinz-Schnellstraße 69. Etwas weiter inlandwärts verläuft ebenfalls von Norden nach Süden die Provinzstraße 17, die im Süden von Budai in die Erstgenannte einmündet. Von Nordosten führt die Kreisstraße 161 zur Provinzstraße 17. Außerdem gibt es mehrere Kreisstraßen, die in Ost-West-Richtung verlaufen: im Norden die 170, in der Mitte die 172 und im Süden die 163.

## Besonderheiten
Ein Touristenziel ist der Fischmarkt (布袋港漁市,  Bùdài gǎng yúshì ) mit nahe gelegener Auktionshalle im Ortsteil Cenhai. Der Salzberg (鹽山 ) im Ortsteil Longjiang erinnert an die früher bedeutsame Salzgewinnung aus dem Meer.
In Budai gibt es mehrere bekannte Tempel. Jedes Jahr finden am 27. Tag des dritten Mondmonats Feierlichkeiten zu Ehren von Wangye (王爺,  Wángyé) statt. Das Zentrum der Aktivitäten, zu denen eine Prozession durch das Wasser gehört, bildet der Xinwen-Jiaying-Tempel (新塭嘉應廟,  Xīn wēn jiā yīng miào ) im Ortsteil Fuxing. Im Taisheng-Tempel (太聖宮,  Tàishèng gōng ) im Ortsteil Haomei, dessen Anfänge auf das 18. Jahrhundert zurückgehen, wird die Meeresgöttin Mazu verehrt. Hier werden größere Veranstaltungen zu Ehren der Göttin jeweils im dritten Mondmonat abgehalten. Im Guoguo-Jiande-Tempel (過溝建德宮,  Guògōu jiàndé gōng ) in Xi’an werden mehrere Götter verehrt. Die Hauptfeierlichkeiten finden am 25./26. Tag des vierten Mondmonats und in den letzten drei Tagen des sechsten Mondmonats statt.
Ein Bauwerk, das auch international Bekanntheit erlangt hat, ist die Stöckelschuh-Kirche (高跟鞋教堂,  Gāogēnxié Jiàotáng, engl. High-Heel Wedding Church ) in Cenhai. Obwohl es als „Kirche“ tituliert wird, hat das Gebäude keine religiöse Funktion. Das Bauwerk soll an die früher in Budai und den umgebenden Gemeinden (Beimen, Xuejia und Yinzhu) endemisch auftretende Schwarzfuß-Krankheit erinnern. Ursache der Krankheit war eine chronische Arsenvergiftung, die durch den natürlich erhöhten Arsengehalt des tiefen Grundwassers bedingt war. Die Erkrankung führte zu Nekrosen an den Extremitäten und machte Amputationen z. B. der Füße notwendig. Seit der Einführung einer zentralen Wasserversorgung in den 1960er Jahren verschwand sie praktisch vollständig.
Im Haomeiliao-Feuchtgebiet (好美寮溼地,  Hǎoměiliáo shīdì ) ist ein kleines Naturschutzgebiet im gleichnamigen Ortsteil. Hier finden sich Sandbänke, Lagunen, kleine
Küstenwälder und Mangrovenwälder.

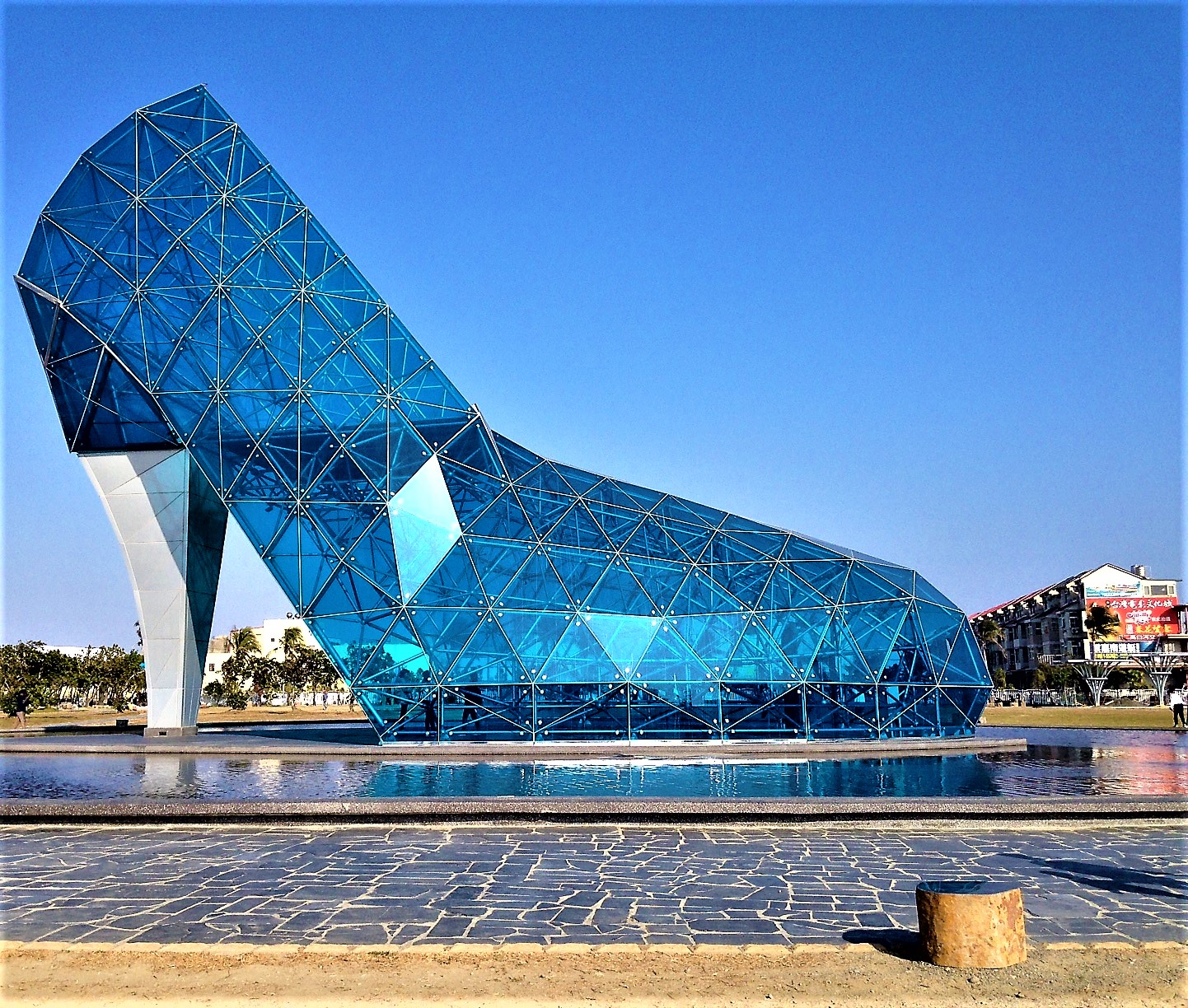
Stöckelschuh-Kirche
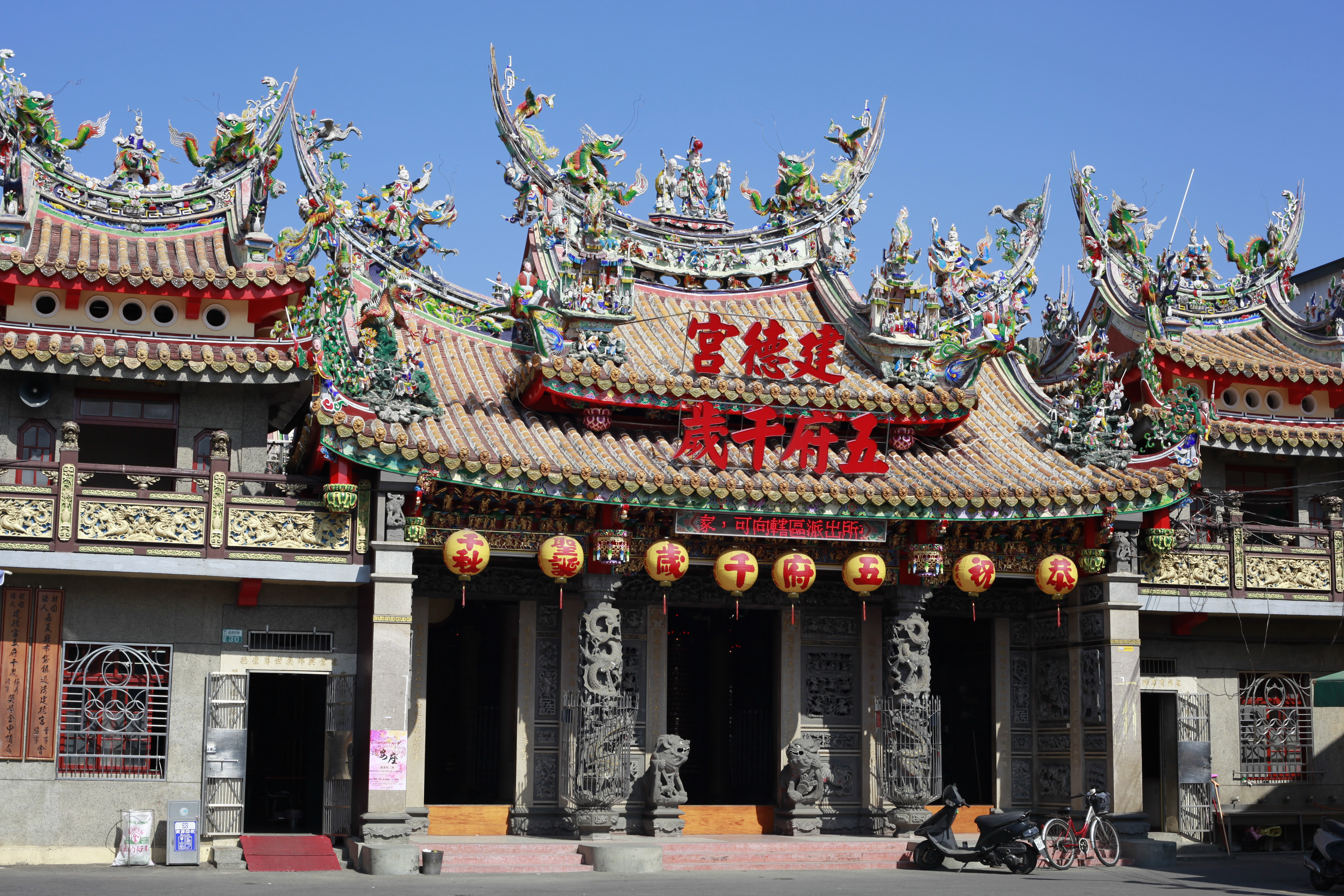
Guoguo-Jiande-Tempel
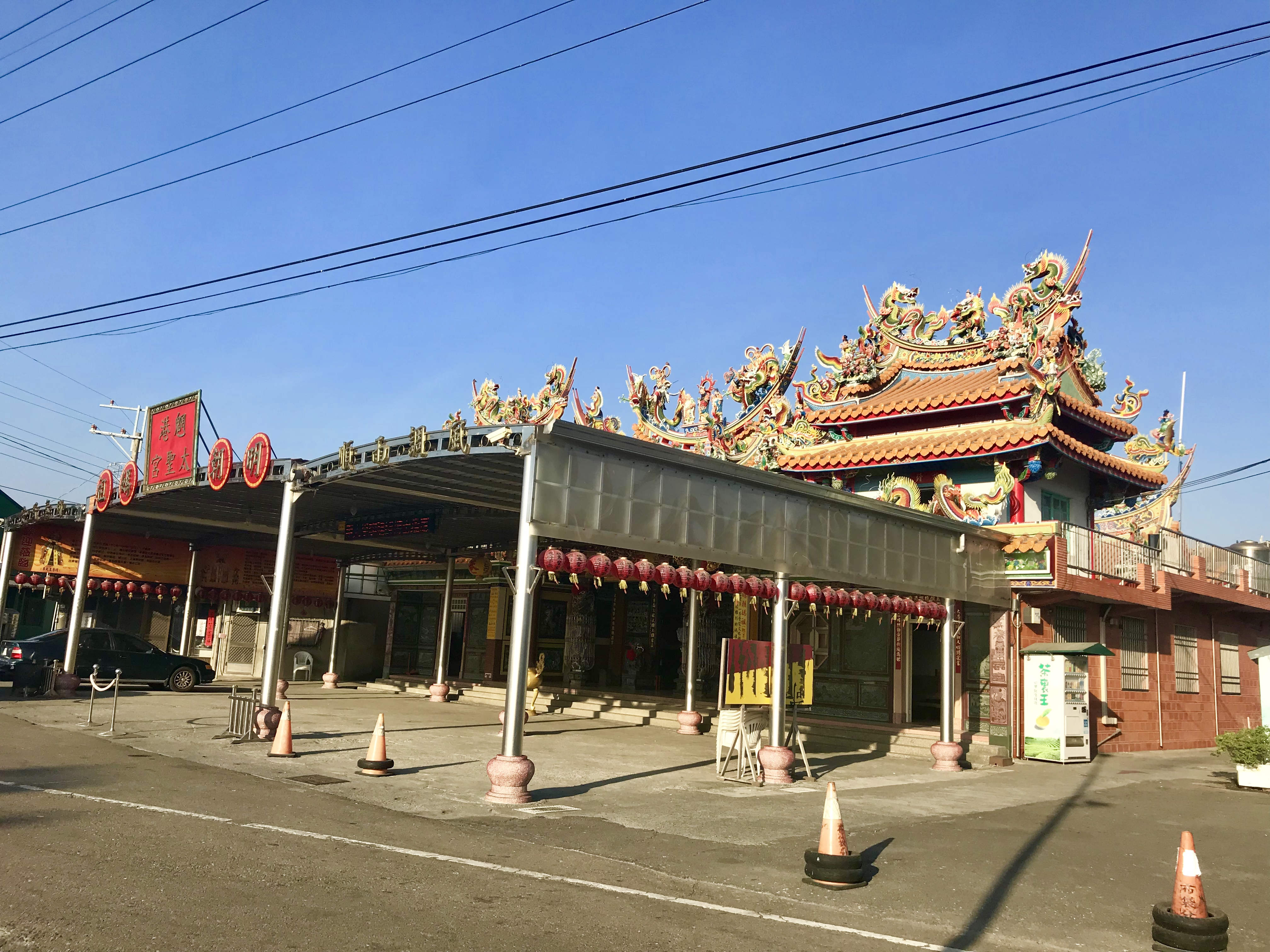
Taisheng-Tempel
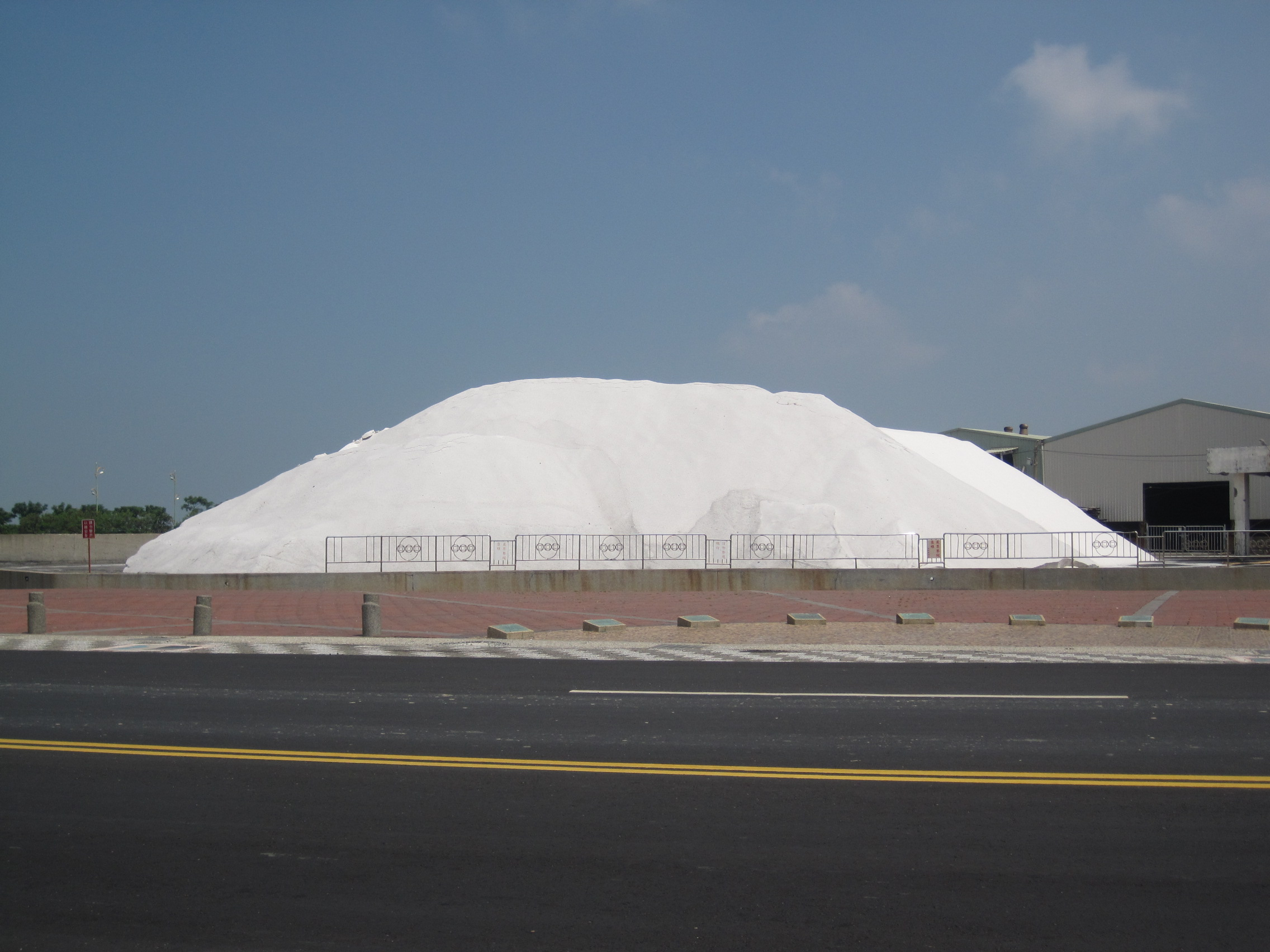
Salzberg